# Hrabstwo Medina (Teksas)

Piramida wieku hrabstwa

Hrabstwo Medina – hrabstwo położone w USA, w stanie Teksas. Utworzone w 1848 r. Siedzibą hrabstwa jest miasto Hondo. Należy do obszaru metropolitalnego San Antonio.

## Geografia

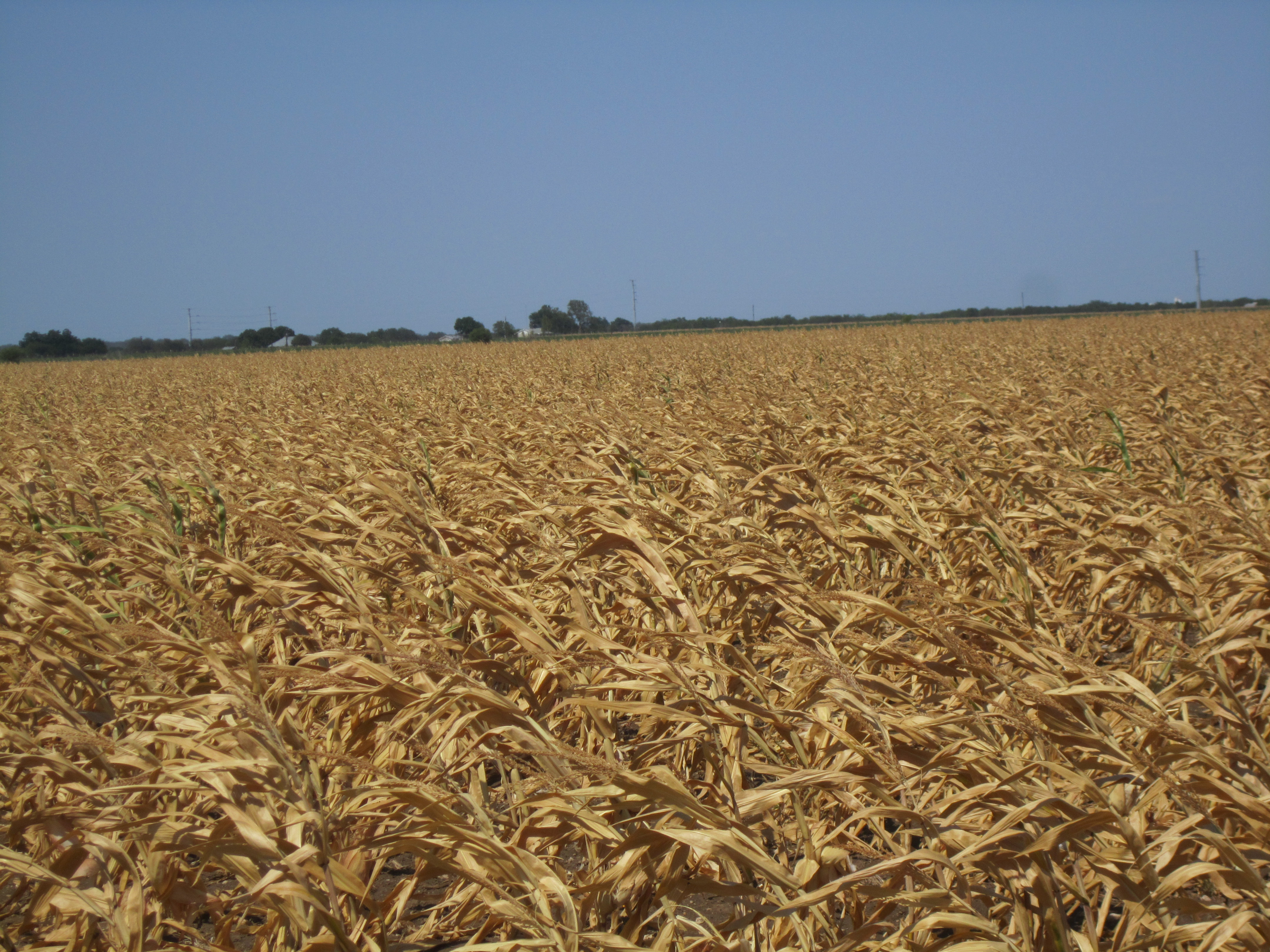
Pole kukurydzy w pobliżu Castroville

Hrabstwo przecina gęsta sieć rzeczna, m.in. w północno–wschodniej części rzeka Medina. Znajduje się tam kilka sztucznych zbiorników wodnych. 

### Sąsiednie hrabstwa
- Hrabstwo Bandera (północ)
- Hrabstwo Bexar (wschód)
- Hrabstwo Atascosa (południowy wschód)
- Hrabstwo Frio (południe)
- Hrabstwo Uvalde (zachód)

## Gospodarka
W 2020 roku najpopularniejszymi sektorami zatrudnienia mieszkańców hrabstwa Medina były: opieka zdrowotna i pomoc społeczna (3097 osób), handel detaliczny (2171 osób),  budownictwo (2167 osób) i usługi edukacyjne (2155 osób).
- produkcja siana (10. miejsce w stanie)[3]
- uprawa drzewek świątecznych (14. miejsce)[3]
- uprawa warzyw, kukurydzy, bawełny, pszenicy, sorgo i orzeszków ziemnych[3][4]
- turystyka przyrodnicza i hodowla zwierząt egzotycznych (w tym rancza Medina River i 777 Ranch)[5][3]
- hodowla kóz, owiec, bydła, koni, trzody chlewnej i drobiu[3]
- myślistwo i rybołówstwo[4]
- wydobycie ropy naftowej[6].

56% areału gospodarstw zajmują pastwiska, 25% uprawy i 15% to obszary leśne.

## Demografia
W latach 2010–2020 populacja wzrosła o 10,3%, następnie w latach 2020–2023 o 8% do 54,8 tys. mieszkańców. 6,1% mieszkańców urodziło się poza granicami Stanów Zjednoczonych. Nieco ponad połowę populacji (51,1%) stanowią Latynosi. Mieszkańcy deklarują głównie pochodzenie meksykańskie (44,6%), niemieckie (15,2%), „amerykańskie” (5,2%),  angielskie (8,2%), irlandzkie (7,1%) i francuskie (3,5%).
Ważniejsze miejscowości obejmują: Castroville, Devine, Hondo, LaCoste, Natalia i D'Hanis.

## Religia

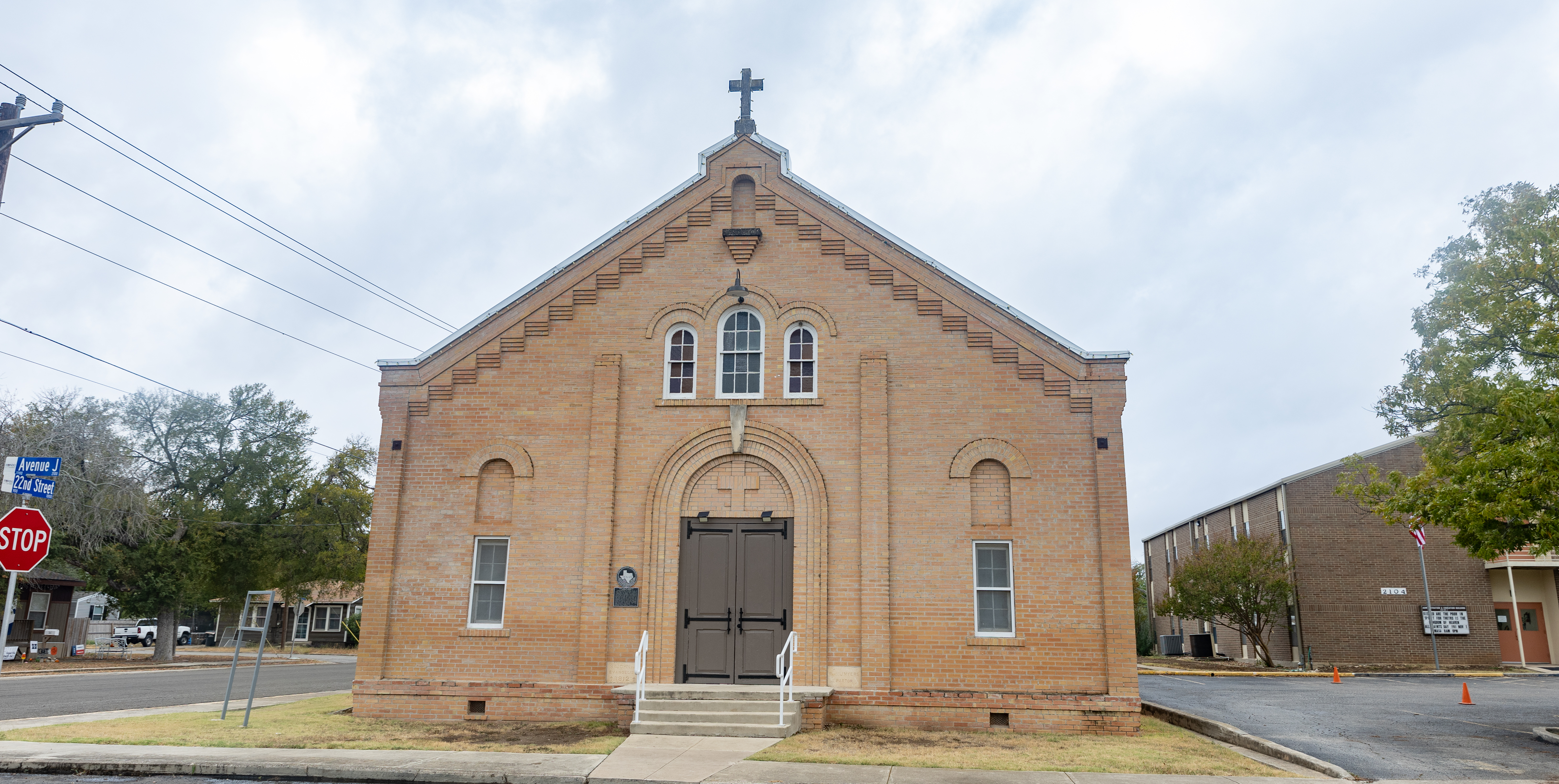
Kościół katolicki w Hondo

Według danych z 2020 roku członkami poszczególnych ugrupowań byli:  
- katolicy (48,6%)
- ewangelikalni protestanci (ok. 15%)
- zjednoczeni metodyści (3%)
- świadkowie Jehowy (1,5%)
- mormoni (0,81%).